# Première crise du détroit de Taïwan
Première crise du détroit de Taïwan
Batailles
Îles Yijiangshan - Archipel des Tachen
La première crise du détroit de Taïwan (également appelée la crise du détroit de Taïwan de 1954-1955) est un court conflit armé intervenu entre les gouvernements de la république populaire de Chine et de la république de Chine (Taïwan).
La république populaire de Chine a saisi les îles Yijiangshan, forçant la république de Chine à abandonner les îles Tachen. Les Marines américaines et taïwanaises ont joint leurs forces pour évacuer des îles Tachen le personnel militaire et les civils taïwanais. Bien que les îles Tachen aient changé de main pendant la crise, les rapports de nouvelles américaines ont convergé presque exclusivement sur le Quemoy et les îles Matsu, site de duels d'artillerie plus fréquents.

## Contexte historique
À la suite de la guerre civile chinoise, le gouvernement nationaliste du Kuomintang se replie sur des îles, dont les principales sont Taïwan et Hainan. Un exode massif de civils accompagne l'état-major nationaliste et les troupes rescapées : la population de Taïwan s'accroît d'environ deux millions de personnes. Taipei est proclamée capitale provisoire de la république de Chine.
Alors que les États-Unis avaient reconnu le gouvernement de Tchang Kaï-chek comme le seul représentant légitime de toute la Chine, le président Harry Truman annonce le 5 janvier 1950 qu'ils ne s'impliqueraient pas dans un conflit éventuel entre la RPC et Taïwan. Toutefois, le déclenchement de la guerre de Corée modifie la position américaine au sujet de Taïwan. Le président Truman émet la déclaration suivante le 27 juin 1950 :

« L'attaque sur la Corée fait comprendre clairement au-delà de tout doute que le communisme a dépassé l'utilisation de subversion pour conquérir des nations indépendantes et va maintenant utiliser l'invasion armée et la guerre. Il a défié les ordres du Conseil de sécurité des Nations unies conçu pour préserver la paix et la sécurité internationales. Dans ces circonstances, l'occupation de Formose par les forces communistes serait une menace directe pour la sécurité de la région du Pacifique et aux forces des États-Unis exerçant leurs fonctions légitimes et nécessaires dans ce domaine. En conséquence, j'ai ordonné à la 7e flotte d'empêcher toute attaque contre Formose. Comme corollaire de cette action, je fais appel au gouvernement chinois de Formose de cesser toutes opérations aériennes et maritimes contre le continent. La 7e flotte veillera à ce que cela soit réalisé. La détermination du statut futur de Formose doit attendre le rétablissement de la sécurité dans le Pacifique, un accord de paix avec le Japon, ou d'examen par les Nations Unies. »

L'île de Hainan tombe aux mains des communistes en avril 1950, marquant la fin des combats en Chine continentale. Les maoïstes se focalisent dès lors sur les îles Matsu et Quemoy dans le détroit de Taïwan, sous contrôle du Kuomintang.

## Déroulement du conflit

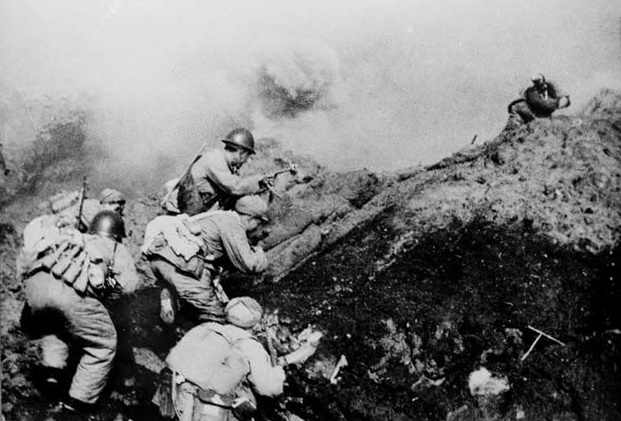
Troupes communistes attaquant des positions nationalistes lors de la bataille des îles Yijiangshan du 18 au 20 janvier 1955.

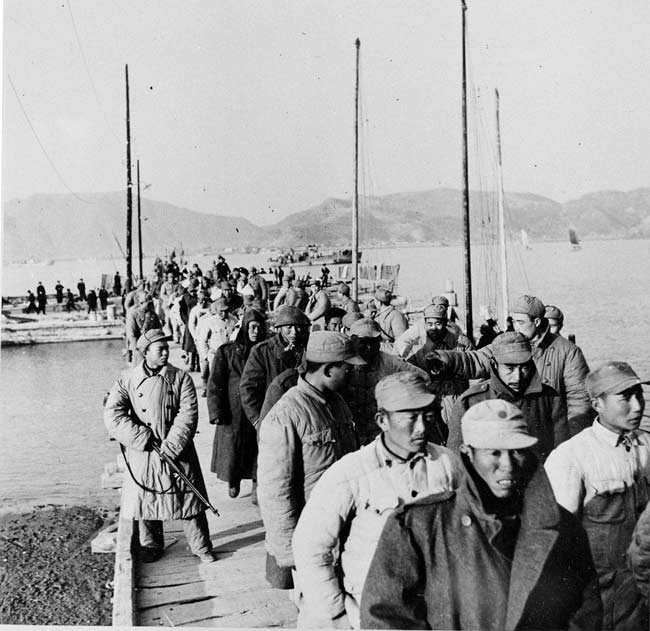
Prisonniers de guerre nationalistes.

En août 1954, le Kuomintang envoie respectivement 58 000 soldats sur le Quemoy et 15 000 sur les îles Matsu et des structures défensives y sont construites. Ces dernières provoquent la fureur de la Chine continentale qui commence aussitôt à les bombarder le 3 septembre.
En novembre, les îles Tachen, situées également dans le détroit de Taïwan, sont bombardées à leur tour par l'artillerie de l'armée populaire de libération. Le 14 novembre 1954, quatre vedettes-torpilleurs de la marine de l'APL coulent le navire Tai Ping (ex-USS Decker (en)) de la marine de la république de Chine dans les îles Dachen.
Ce conflit renouvela les craintes d'une expansion communiste en Asie dans le cadre de la guerre froide, à un moment où la république populaire de Chine n'était pas encore reconnue par le département d'État des États-Unis. Le 12 septembre, le Joint Chiefs of Staff recommande l'utilisation d'armes nucléaires contre la Chine continentale mais le président Eisenhower résiste à la pression de les employer et d'impliquer des troupes américaines dans le conflit.
Un traité de défense mutuelle sera par ailleurs ratifié entre Taïwan et les États-Unis le 2 décembre 1954,. L'effectif des conseillers militaires américains du Military Assistance Advisory Group passant de 54 personnes début 1954 à 1 500 en fin d'année.
Le 10 janvier 1955, une attaque aérienne de Il-10 et de bombardiers Tu-2 de la RPC coule un pétrolier de 4 000 t. et endommage quatre autres navires dont une frégate nationaliste. Dans les années qui vont suivre, il y aura d’autres batailles navales avec les forces nationalistes.
Après deux tentatives infructueuses, l'Armée populaire de libération s'empare de l'archipel Tachen le 18 janvier 1955. Les combats continuent dans la côte avoisinante de Zhejiang ainsi que les îles Matsu. Entre le 18 et 20 janvier, la garnison des îles Yijiangshan tombe. Le 29 janvier 1955, la résolution de Formose est approuvée par le congrès des États-Unis, autorisant Eisenhower à employer l'armée et la force nucléaire pour défendre Taïwan mais l'Organisation du traité de l'Atlantique nord s'oppose à une telle action[réf. nécessaire].
La menace nucléaire américaine et la modération dans les faits, la flotte américaine se contentant de protéger l'évacuation des îles menacés, permit de calmer la situation. Le 23 avril 1955, la république populaire de Chine se dit prête à négocier et le 1er mai, un cessez-le-feu est signé entre les deux parties.